# FIMMA Brasil
A Feira Internacional de Máquinas, Matérias-Primas e Acessórios para a Indústria Moveleira, estilizada como FIMMA Brasil, é uma feira profissional, voltada para as indústrias produtoras de maquinário e matérias para industrias de moveis nacionais e internacionais, sendo considerada a quinta maior feira do mundo neste segmento. Realizada desde 1993, ocorre em anos ímpares e reuniu, em sua última edição no ano de 2017, mais de 25 mil visitantes, com 360 expositores e mais de 290 milhões de dólares fechados em negócios.
Concomitantemente a feira, ocorre o Projeto Comprador, que conta com rodadas de negócios simultâneas, com duração máxima de vinte minutos cada. Na última edição, em 2017, foram concretizadas 1,2 mil rodadas de negócios com 50 compradores internacionais de diversos países, o que representou quase 3,3 milhões de dólares em negócios efetivados.